# Aleksándr Nesmeyánov
Aleksandr Nikoláievich Nesmeyánov (en ruso: Александр Николаевич Несмеянов; 28 de agostojul./ 9 de septiembre de 1899greg., Moscú – 17 de enero de 1980, Moscú) fue un prominente químico soviético y académico (1943) especializando en química organometálica. Obtuvo su grado en Química en 1920 en la Universidad Estatal de Moscú, donde fue profesor y luego rector.
Fue presidente de la Academia de Ciencias de la URSS por diez años, entre 1951-1961. A su vez, fue rector de la Universidad Estatal de Moscú de 1948 a 1951, donde supervisó la construcción de un campus en la Colina de los Gorriones. Fue dos veces galardonado con el título de Héroe del Trabajo Socialista (1969, 1979).
Organizó y dirigió el laboratorio de compuestos organometálicos en el Instituto de Química Orgánica de la URSS (1939-1954) y, a continuación, en el nuevo Instituto de Organoelementos Compuestos de la URSS (1954-1980) como fundador y primer director. Este instituto y una de sus calles aledañas fueron nombradas luego en su honor de A. N. Nesmeyánov. Su monumento se encuentra en el frente del instituto.
Nesmeyánov había popularizado el término "química organometálica" y se convirtió en el líder de esta ciencia en la URSS. También organizó las investigaciones de alimentos artificiales, sintéticos y químicos. Descubrió la reacción de los diazo-compuestos con metal haluros. Esta reacción es ampliamente utilizada para la síntesis de derivados orgánicos de los no-metales de transición con su posterior transformación en diversas clases de compuestos organometálicos. También desarrolló una serie de procesos de química industrial, incluyendo la producción de productos farmacéuticos, agentes antidetonantes, y el caviar negro artificial. Más adelante se estableció como producto comercial la primera proteína análoga.
En 1962, obtuvo la Medalla Lomonósov de Oro por su contribución a las ciencias.